# Bainville-aux-Miroirs
Bainville-aux-Miroirs é uma comuna francesa na região administrativa de Grande Leste, no departamento de Meurthe-et-Moselle. Estende-se por uma área de 6,76 km². Em 2010 a comuna tinha 292 habitantes (densidade: 43,2 hab./km²).